# Yuliya Maryanko
Yuliya Maryanko es una deportista ucraniana que compitió en natación sincronizada. Ganó cuatro medallas de bronce en el Campeonato Europeo de Natación, en los años 2008 y 2010.

## Palmarés internacional
| Campeonato Europeo | Campeonato Europeo       | Campeonato Europeo | Campeonato Europeo |
| Año                | Lugar                    | Medalla            | Prueba             |
| ------------------ | ------------------------ | ------------------ | ------------------ |
| 2008               | Eindhoven (Países Bajos) | Medalla de bronce  | Equipo             |
| 2008               | Eindhoven (Países Bajos) | Medalla de bronce  | Combinación libre  |
| 2010               | Budapest (Hungría)       | Medalla de bronce  | Equipo             |
| 2010               | Budapest (Hungría)       | Medalla de bronce  | Combinación libre  |